# Rerum Omnium Perturbationem

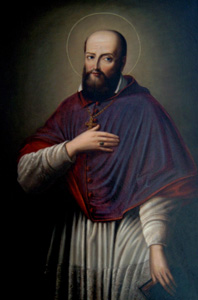
Franciscus van Sales

Rerum omnium perturbationem (Latijn voor alle verontrustende misstanden) was een encycliek uitgevaardigd door paus Pius XI op 26 januari 1923 waarin het leven van de heilige Franciscus van Sales centraal stond. Hij vormde de aanleiding tot een oproep tot herdenking van de 300e sterfdag van de heilige. Met de encycliek trad Pius in de voetsporen van zijn voorganger, paus Benedictus XV, die tijdens zijn pontificaat voornemens was diverse encyclieken over belangrijke heiligen en kerkleraren uit te geven. Al uitgegeven waren:
- In hac tanta (1919): over Bonifatius
- Principi Apostolorum Petro (1920): over Efrem de Syriër
- Fausto Appetente Die (1921): over Dominicus Guzman

In beginsel wees Pius XI terug naar zijn eerste encycliek, Ubi Arcano Dei Consilio, waarin hij al melding had gemaakt van de vele misstanden en onrust in de wereld. Deze waren in de ogen van de paus een voortvloeisel van de reformatie. Ook verzette de paus zich tegen de idee —in lijn met de gedachtegang van Franciscus van Sales— dat de staat van hoogste religieuze perfectie slechts een taak was voor geestelijken; ook leken dienden deze perfectie na te streven en deze toe te passen in het dagelijks leven.
Franciscus van Sales werd in de encycliek geroemd om zijn strijd tegen de ketterij en hervorming. In de Savoye was hij erin geslaagd een grote groep protestanten terug te brengen naar de Rooms-Katholieke Kerk. Omdat het hem verboden was in het openbaar te preken, besloot Franciscus zijn boodschap onder de plaatselijke bevolking te verspreiden via vlugschriften. Deze handelwijze leidde ertoe dat Pius XI Franciscus benoemde tot patroonheilige van schrijvers en journalisten.
Ook wees Pius XI in zijn encycliek op het belang van de overgeleverde publicaties van Franciscus, werken die een bron van inspiratie zouden zijn voor alle gelovigen. Hieronder werden gerekend Philothea en het boek Theotimus, een verhandeling over de liefde van God.
Tot slot riep Pius XI op om de nagedachtenis aan Franciscus van Sales door het jaar heen te vieren, waarbij hij aan deelnemers speciale aflaten verleende.

## Franciscus van Sales
- Zaligverklaring: 1661 door paus Alexander VII
- Heiligverklaring: 1665 door paus Alexander VII
- Uitroeping tot kerkleraar: 1877 door paus Pius IX